# Spring City (Utah)
Pour les articles homonymes, voir Spring City.
Spring City est une municipalité américaine située dans le comté de Sanpete en Utah.
Lors du recensement de 2010, sa population est de 988 habitants. La municipalité s'étend alors sur une superficie de 1,33 mille carré (3,44 km2).

## Histoire
La localité est fondée en 1852 par James Allred et prend le nom de Allred Settlement. De nombreux Danois s'y installent par la suite, elle est alors renommée Litlle Denmark. Le village est un temps abandonné en raison de guerres avec les amérindiens. Il reprend vie en 1859 sous le nom de Spring City, en référence à la source (en anglais : spring) en son centre.
Spring City est inscrite au Registre national des lieux historiques, constituant l'un des exemples les mieux conservés de village agricole mormon.